# Arroyo Grande, Oaxaca
Arroyo Grande är en ort i Mexiko.   Den ligger i kommunen San Felipe Jalapa de Díaz och delstaten Oaxaca, i den sydöstra delen av landet, 300 km sydost om huvudstaden Mexico City. Arroyo Grande ligger 103 meter över havet och antalet invånare är 778.
Terrängen runt Arroyo Grande är varierad, och sluttar österut. Runt Arroyo Grande är det ganska glesbefolkat, med 39 invånare per kvadratkilometer. Närmaste större samhälle är San Felipe Jalapa de Díaz, 4,9 km sydväst om Arroyo Grande. Omgivningarna runt Arroyo Grande är en mosaik av jordbruksmark och naturlig växtlighet.